# Verhnyeviljujszki járás

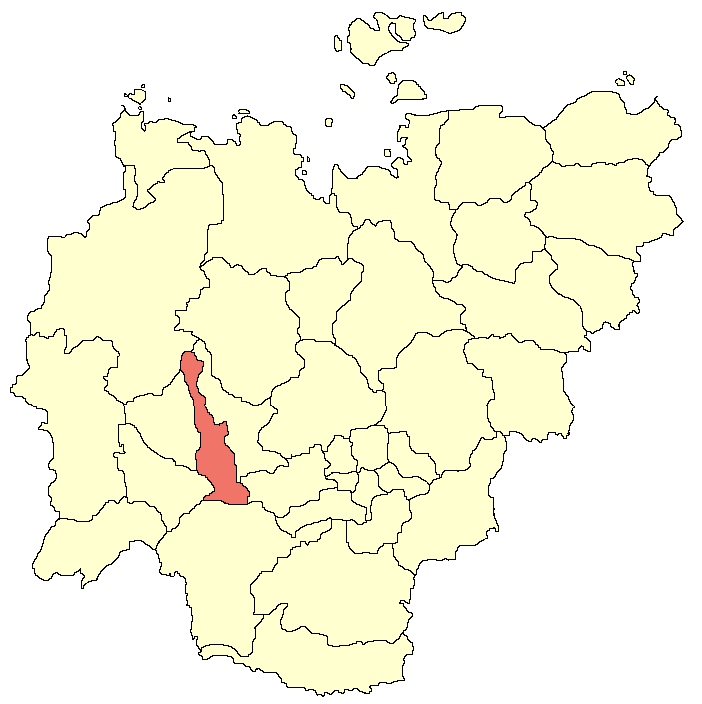
A Verhnyeviljujszki járás Jakutföldön

A Verhnyeviljujszki járás (oroszul Верхневилюйский улус, jakut nyelven Үөһээ Бүлүү улууһа) Oroszország egyik járása Jakutföldön. Székhelye Verhnyeviljujszk.

## Népesség
- 2002-ben 21 383 lakosa volt, melyből 20 855 jakut (97,53%), 223 orosz (1,04%), 112 evenk, 54 even, a többi más nemzetiségű.
- 2010-ben 21 661 lakosa volt, melyből 21 128 jakut, 172 orosz, 98 evenk, 34 even stb.